# Договор в Бледе
Бледское соглашение, также известное как Договор Тито-Димитров — международный договор между Болгарией и Югославией, подписанный 1 августа 1947 года в Бледе (Словения) руководителями государств Георгием Димитровым и Иосипом Брозом Тито.

## Содержание договора
Соглашение предусматривало:
- включение Пиринской Македонии в состав федеративной Югославии как часть Федеративной народной республики Македония (Вардарская Македония)
- отказ Югославии от Западных окраин в пользу Болгарии
- отмену виз между странами
- создание таможенного союза

## Реализация и последствия
Для реализации плана была создана культурная автономия Пиринской Македонии, где местной болгарскому населению насильственно навязывалась македонская национальная идентичность.
В современной Болгарии договор считается актом национальной измены и посягательством на территориальную целостность страны, совершенным коммунистическим просоветским руководством.

## Аннулирование
Договор был де-факто аннулирован после разрыва советско-югославских отношений.